# Violet (maison de parfum)
Pour les articles homonymes, voir Violet.
La Parfumerie Savonnerie Violet est une maison de parfum française créée en 1827 à Paris et qui fut l'une des plus grosses entreprises de son secteur. Elle a disparu peu après 1953. En 2017, trois passionnés lui ont donné un nouveau souffle après plus de 60 ans de sommeil. La société actuelle porte le nom de : les Parfums de Violet 

## Histoire de l'entreprise

### Des savons parfumés

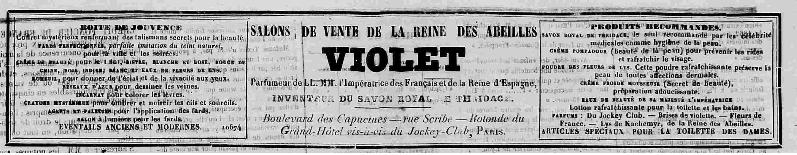
Publicité de 1868 pour la boutique du boulevard des Capucines.

Un fabricant de nécessaires et de cartonnages dénommé « Violet » est signalé vers 1820 au 90 rue du Faubourg-Saint-Denis. Il est possible qu'il y ait un lien entre ce Violet et un importateur de savons de Marseille situé non loin, ce produit connaissant alors un développement important. Par la suite, un certain M. Violet s'associe avec deux revendeurs du même quartier Saint-Denis, les dénommés Guenot et Monpelas, pour fabriquer et vendre des « savons de toilette », un produit rare, mais que la clientèle parisienne réclame. Une boutique « Violet et Monpelas » est mentionnée en 1833, cette fois au 185 rue Saint-Denis comme « vendeur de parfums et de savons toilette et de ménage ». L'année suivante, ils sont cités pour leurs savons « façon Marseille » à la suite d'une exposition commerciale sur la place de la Concorde. La veuve de Monpelas se sépare ensuite de Violet (la maison disparut en 1855). En 1842, une maison « Violet parfums, savons et brosserie » est signalée au 317 rue Saint-Denis et est dite « exister depuis 1827 ». En 1846, une fabrique Violet est construite à La Chapelle-Saint-Denis, la boutique de la rue Saint-Denis servant de lieu de vente. Un certain Antonin Raynaud, né en 1827 à Grasse d’un père boucher, devient apprenti à seize ans dans la maison Violet : en 1857, il part chez Oriza L. Legrand en tant que collaborateur intéressé aux bénéfices ; il reprendra le fonds en 1860.
En 1849, la maison Violet est reprise par deux associés, M. Allard et Louis Claye. Ils sont désignés comme successeurs de M. Violet, et grossistes en « savons aveline orangine et parfumeries très estimées ». Médaillés de bronze à Paris cette année-là, ils décrochent un prix à l'Exposition de Londres de 1851, se revendiquant les seuls inventeurs des « savons parfums des fleurs et savons onctueux garantis pour l'exportation ». Ils disposent de trois succursales : à Bordeaux, Londres, et Berlin. Ils obtiennent du ministère du Commerce brevets et timbres de garantie pour se prémunir contre les imitations. Par ailleurs, ils reçoivent des brevets de fournisseur officiel de l'Impératrice Eugénie et de la Reine Isabelle II d'Espagne.

### La Reine des abeilles

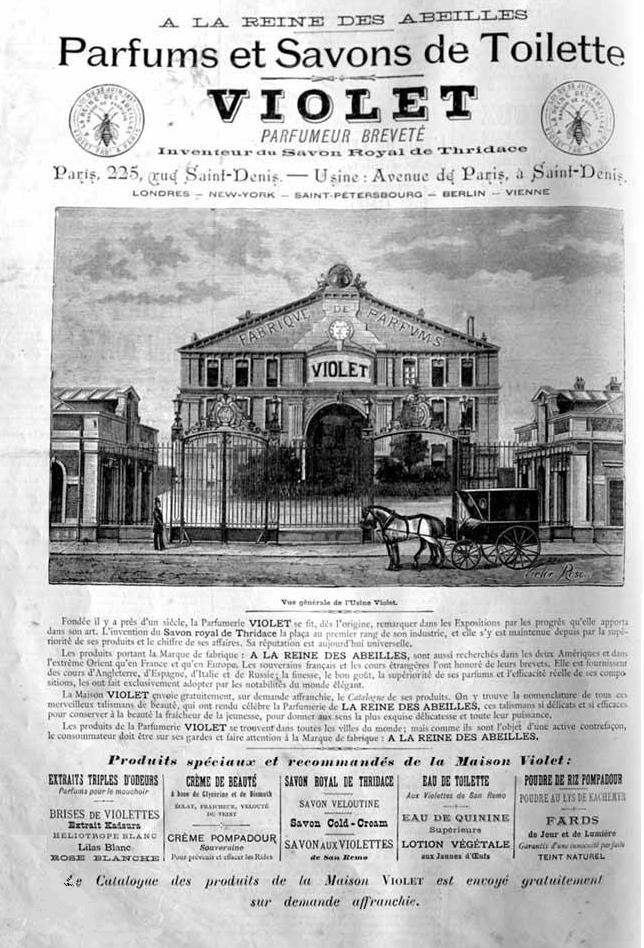
Publicité de 1886 sur l'usine Violet de Saint-Denis (L'Univers illustré).

Lors de l'exposition universelle de 1855, « Allard et Claye - Maison Violet » montre une gamme étendue de produits innovants : savon au jasmin d'Espagne et à la graisse d'ours, pastilles à brûler pour les appartements, pommades au rhum, essences d'odeurs pour les mouchoirs, Crème de la Duchesse pour les cheveux, essences Jockey Club, crème Pompadour pour effacer les rides...  En 1858, la boutique s'appelle désormais « À la Reine des abeilles - Maison Violet ». Elle lance le Savon Royal de Thridace au suc de laitue et au miel, qui va devenir son produit le plus célèbre. L'exposition universelle de 1867 distingue particulièrement Louis Claye, le directeur de la maison Violet. L'année suivante, Jules Chéret dessine les emballages et la campagne publicitaire. New York est à son tour conquise, un dépositaire Violet y ouvrant ses portes sur Nassau Street, ainsi que Saint-Pétersbourg.
Claye est un inventeur très doué pour faire connaître ses produits. En 1861, il publie Les Talismans de la beauté, petit traité de cosmétique où il se présente en modeste industriel soucieux de bien être et du soin du corps, façon habile d'associer son expertise à toute la gamme Violet et de viser une clientèle plus chic afin d'asseoir sa marque sur ses recherches. Il réitère en 1865 en publiant cette fois Culture des fleurs. Fabrication des parfums en Portugal et dans ses colonies. Avenir de cette industrie dans ce royaume, tout en commençant à s'intéresser aux parfums de synthèse. Habile commerçant et communicant, ouvert aux progrès de la chimie, il sera élu président du Syndicat de la parfumerie française. 
En 1868, la maison Violet ouvre en grande pompe une boutique de prestige qui occupe les cinq arcades de la rotonde du Grand Hôtel, au 12 boulevard des Capucines, à l'angle de la rue Scribe. L'Univers illustré et L'Illustration s'en font l'écho : 
« Qui ne connaît pas la maison Violet ? Ses produits portant la Reine des abeilles pour marque de fabrique, par leur supériorité incontestable, ont conquis dans le monde entier leur droit de cité. M. Claye a installé splendidement des salons de vente ouverts à la clientèle de tout ce que Paris renferme de jolies femmes. Non pas que M. Claye, oubliant un passé glorieux, déserte le vieil établissement qui a été le berceau de la maison Violet ; où s’est fondée sa grande réputation ; où s’est faite sa fortune non moins grande ! Non, certes, la maison de la rue Saint-Denis, 317, n’a pas disparu et ne disparaîtra pas. Elle est affectée à la vente en gros pour la province et l’exportation. Mais la maison Violet se devait à elle-même de se mettre à la hauteur du luxe du jour, et c’est pourquoi elle a ouvert ses salons de vente de la rue Scribe. C’est là que toutes les beautés qui aspirent à la couronne, qui tiennent à conserver l’empire une fois conquis, ou à le ressaisir s’il est ébranlé, vont chercher des armes, lorsque d’avance elles veulent être sûres de vaincre. Parfums, savons de Thridace, fards, l’arsenal est complet et rien n’y manque, pas même l’éventail qui est un sceptre. [...] Il y a deux boudoirs qui valent la peine qu’on en parle. L’un c’est un parterre, un jardin, jardin d'Armide. Il est réservé aux bouquets, aux parfums. On l’appelle le Boudoir des fleurs. L’autre, c’est la chambre magique. Quand vous pénétrez dans cette chambre mystérieuse, le visage défait, le front plissé, les lèvres pâles, vous en sortirez presque aussitôt blanche, rose, le front uni, les yeux mutins et les lèvres vermeilles ; c’est le boudoir à surprise. »
Mais la Guerre franco-prussienne réduira en cendres ce paradis des senteurs et de l'élégance. Cependant, dès 1874, sur le boulevard des Capucines, côté façade du Grand Hôtel, on trouve Godefroy (parfumerie), Hautecœur (photographies et épreuves stéréoscopiques), et de nouveau Violet (parfumeur). Par la suite, Godefroy et Violet fusionneront. À la mort de Louis Claye, la maison Violet fait partie des dix grandes maisons de parfum françaises comme le signalait déjà le critique britannique Septimus Piesse : « Nous avons confiance de n'être démenti par personne en mettant les maisons Chardin et Massignon, Chardin de la rue du Bac, Demarson, Gellé, Lubin, Pinaud, Piver et Violet, etc., parmi celles qui représentent le mieux la parfumerie parisienne ». L'exposition universelle de 1878 distingue une nouvelle fois la maison Violet. En 1880, le peintre Giuseppe De Nittis choisit de représenter La Parfumerie Violet du boulevard des Capucines (Musée Carnavalet).

### Conquête du marché américain

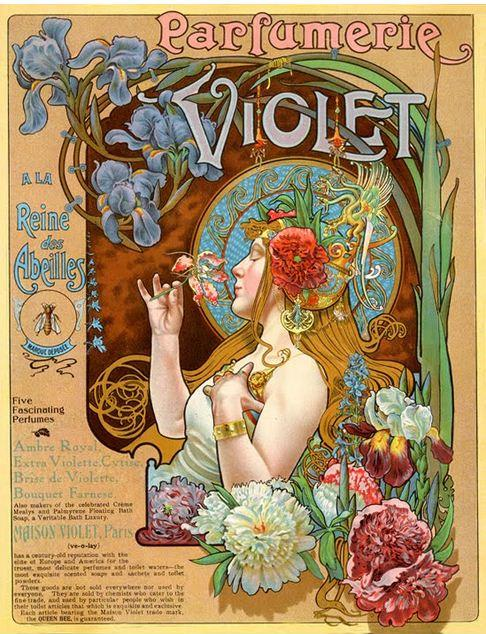
Affiche de Louis Théophile Hingre destinée à la clientèle américaine (1900).

Vers 1885, Aaron-Marc Rehns, un Alsacien ayant choisi de rester vivre en France après 1871, fait l'acquisition de la maison Violet, transforme l'entreprise en société en commandite par actions avec un capital de deux millions de francs et la fait entrer en Bourse. Il inaugure un nouveau siège au 29 boulevard des Italiens tout en conservant l'adresse de la rue Saint-Denis et du boulevard des Capucines. L'usine située au 227 rue de Paris à La Plaine Saint-Denis emploie plus de 250 ouvriers qui soufflent les flacons, embouteillent et conditionnent les produits, pour un marché très tourné vers l'export. 
Lors de l'exposition universelle de 1900, Rehns passe un accord de franchise avec un confrère américain et propulse la maison Violet au sommet de sa puissance. En dépit d'une concurrence acharnée exercée par des entreprises françaises comme Coty, Houbigant, Bourjois ou américaines comme Richard Hudnut, la maison Violet décroche le Grand Prix ex-æquo pour son parfum Ambre Royal. Rehns choisit de s'associer à la Frank M. Prindle Company, société importatrice créée en 1885 et basée à New York, spécialisée dans les produits cosmétiques. Prindle se rend compte rapidement que la marque « Violet » passe mal auprès du public américain : trop réductrice au parfum de violette, il propose de la renommer « Ve-O-Lay », une opération de rebranding qui portera ses fruits. Entre 1905 et 1929, les produits de la maison Violet/Veolay gagnent en réputation d'excellence aux États-Unis sur la gamme luxe : on ne vend pas seulement des parfums ou des cosmétiques d'origine française, les flacons sont particulièrement soignés, associant Baccarat et René Lalique, des artistes comme Lucien Gaillard, lequel sera le créateur attitré de la maison durant les années 1900, 1910 et 1920. Lors de l'exposition de 1925, Violet remporte une nouvelle fois le Grand Prix avec une gamme particulièrement remarquée : Sketch, Pourpre d'Automne, un poudrier demi-luxe et un « rouge à lèvre tournant ». Mais au cours de l'été, Carlyle Prindle, le fils de Frank, et les héritiers de Rehns entrent en conflit, ces derniers choisissant de rompre le contrat de distribution. Après un procès retentissant, Violet choisit Menton Perfumery Corporation et les Parfums Lérys (créés en 1921) qui assurent durant deux ans l'intérim. En juillet 1928, une nouvelle société est créée, Veolay Inc., totalement contrôlée par le siège parisien et qui emploie en majorité d'anciens salariés de Prindle. La crise de 1929 affecte néanmoins la marque américaine, qui semble disparaître après 1933, celle-ci ayant renoncé à toute forme de publicité, une décision qui lui aurait été fatale.

### Déclin
En revanche, les causes du déclin de la marque en France demeurent mystérieuses. Violet fut tout de même très active durant les années 1930, produisant à la veille de la guerre une dizaine de nouveaux parfums et produits de soin. En 1947, Roland Aubert signe la campagne du parfum Imagination. Mais la marque s'essouffle et ne produit plus aucun nouveau parfum après 1955, le dernier référencé étant Nuée Bleue.

### Le Renouveau

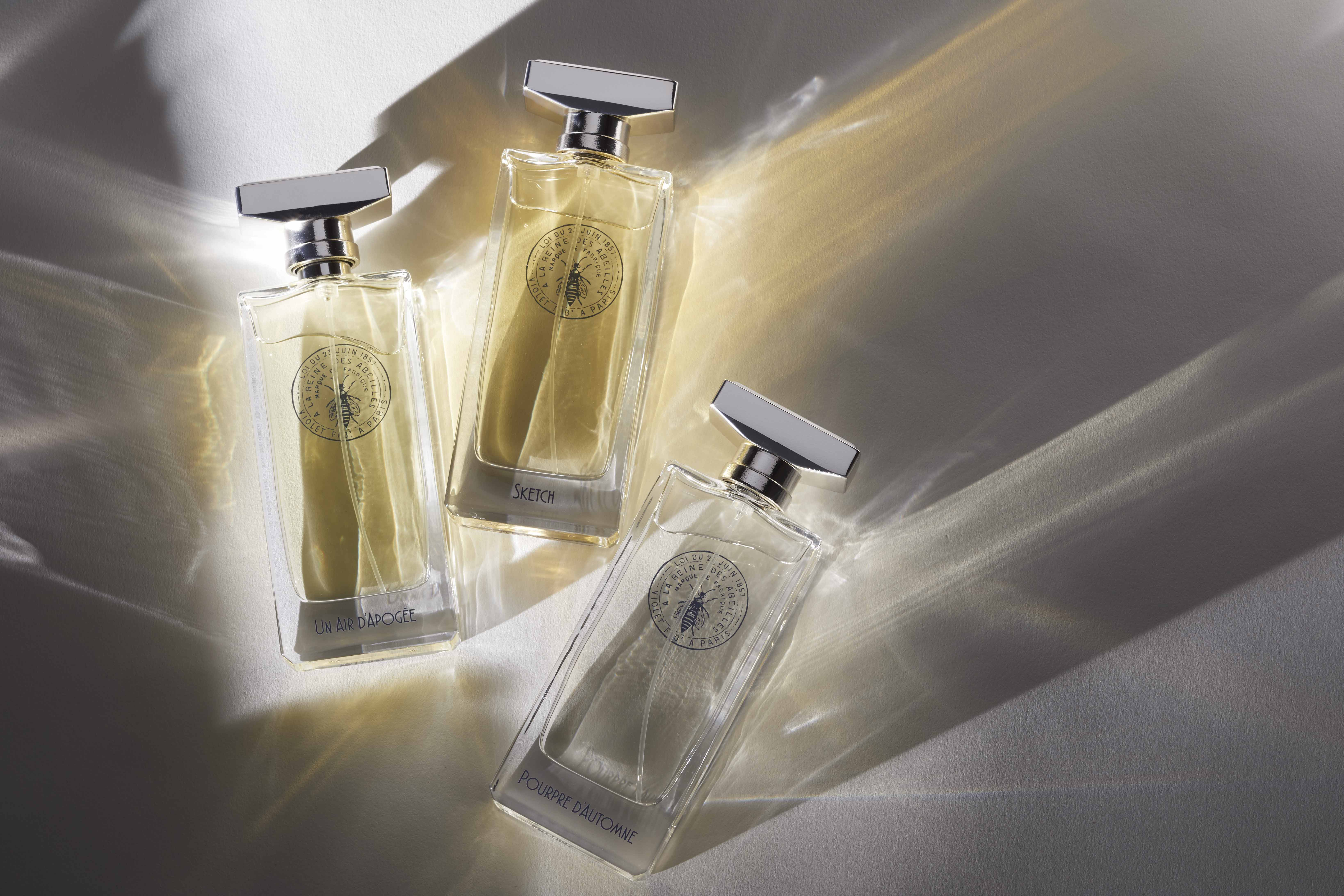
Flacons Violet

Trois étudiants relancent la marque en 2017.

## Extrait du catalogue

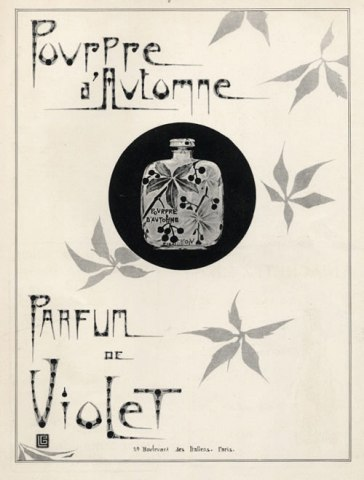
Pourpre d'Automne, flacon et affiche dessinés par Lucien Gaillard (1924).

Le catalogue contiendrait plus de 108 références.
- Savon au jasmin d'Espagne à la graisse d'ours
- Crème de la Duchesse
- Essence Jockey Club
- Savon Royal de Thridace
- Savon et crème antiride Pompadour
- Jacinthe Blanche (1857)
- Savon au Cold Cream Solidifié (1860)
- Parfums À La Maréchale (1882)
- Verveine Ambrée (1882)
- Extra Violette (1889)
- Savons Tsarine (1889)
- Ambre Concentré et Ambre Royal (1900)
- Quintessence de Violettes (1901)
- Savon Lilas Blanc (1908)
- Valreine (1911)
- Altys (1914)
- Cytise
- Floating Soap (1920)
- Parfum Rose (1922)
- Les Sylvies (1922)
- Amorosa (1922)
- Contes de fées (1922, flacon des établissements Dépinoix)
- Pourpre d'Automne (1924)
- Sketch (1924)
- Chypre (1924)
- Poudre Niobé 1802 (1925)
- Savon English Pearl
- Écoutez-moi (1926)
- Pour Rêver (1926)
- Pois de Senteur (1928)
- Apogée (1932)
- Compliments (1939)
- Prologue (1939)
- Cuir de Russie (1939)
- Imagination (1946)
- L'Or Joli (1948)
- Refrain (1953)
- Nuée Bleue (1955)